# NGC 7276
NGC 7276 é uma galáxia elíptica (E) localizada na direcção da constelação de Lacerta. Possui uma declinação de +36° 05' 17" e uma ascensão recta de 22 horas, 24 minutos e 14,3 segundos.
A galáxia NGC 7276 foi descoberta em 20 de Setembro de 1876 por Édouard Jean-Marie Stephan.